# Архиепископија Аустралије, Новог Зеланда и Филипина
Архиепископија Аустралије, Новог Зеланда и Филипина (енгл. Archdiocese of Australia, New Zealand and the Philippines) епархија је Антиохијске патријаршије.
Надлежни архијереј је архиепископ Павле (Салиба), а сједиште архиепископије се налази у Сиднеју.

## Организација
Први антиохијски свештеник у Аустралији, отац Nicholas Shehadie, именован је 1913. године. Међутим, епархија је основана тек 1969, а први на њеном челу се налазио епископ Gibram Rimlawi.
Данас, Архиепископија Аустралије, Новог Зеланда и Филипина је јединствена епархија која покрива више земаља. Сједиште архиепископа је у Аустралији, а постоји деканат (енгл. Deanery — архијерејско намјесништво) за Нови Зеланд и викаријат(ство) на Филипинима. Укупно има 26 парохија и мисија широм Аустралије, њих 8 у деканату на Новом Зеланду и око 10 на Филипинима. Архиепископија је суоснивач Мелнбуршког института православних хришћанских студија.
Архиепископија има један женски манастир — манастир Свете Ане у Престону, Викторија.